# Österreichische Gesellschaft für Kinder- und Jugendheilkunde
Die Österreichische Gesellschaft für Kinder- und Jugendheilkunde (ÖGKJ) – bis 1988 Österreichische Gesellschaft für Kinderheilkunde – ist eine medizinische Fachgesellschaft mit Sitz in Innsbruck/Tirol. Die Gesellschaft untersteht dem Österreichischen Vereinsrecht.

## Zweck
Zum Zweck der Gesellschaft zählen die Durchführung und Förderung von Forschung und Lehre im Bereich der Kinder- und Jugendheilkunde samt ihren Grenzgebieten sowie die mit diesen Aufgabengebieten verbundenen Publikationen. Die Gesellschaft fördert Projekte, welche der Weiterentwicklung der medizinischen Versorgung von Kindern und Jugendlichen dienen.
Im Sinne ihrer Lehrtätigkeit sorgt die Gesellschaft für die fachliche Ausbildung und berufliche Weiterbildung von Fach- und Assistenzärzten für Kinder- und Jugendheilkunde. Es werden Fortbildungsveranstaltungen, Jahrestagungen, wissenschaftliche Sitzungen und Symposien abgehalten.
Die ÖGKJ vertritt als medizinische Fachgesellschaft gleichermaßen niedergelassene wie angestellte Ärzte der Kinder- und Jugendheilkunde und dient als Vertreter der Berufsgruppe sowohl in der Öffentlichkeit, in den Medien als auch innerhalb anderer medizinischer Fachrichtungen. Sie kooptiert mit verschiedenen Partnern und anderen Fachgesellschaften. Neben der berufspolitischen Interessensvertretung ist die Gesellschaft Ansprechpartner für (werdende) Eltern, Kinder und Jugendliche.

## Gründungsgeschichte
Die Österreichische Gesellschaft für Kinder- und Jugendheilkunde wurde 1962 gegründet. Bis dahin gab es keine österreichweite Vereinigung von Kinderärzten.
Den Grundstein legte 1903 die Bildung einer „Pädiatrischen Sektion“ innerhalb der Gesellschaft für Innere Medizin in Wien (gegründet 1901). Am 21. Januar 1904 fand die erste Sitzung der Sektion im Hörsaal des St. Anna Kinderspitals statt. Bei dieser Sitzung wurde Theodor Escherich (1857–1911) zum Präsidenten gewählt. Aufgrund des hohen Anteils an Pädiatern in der Gesellschaft – kurz nach Gründung waren es bereits 102 Mitglieder – kam es 1904 zur Namensänderung in Gesellschaft für Innere Medizin und Kinderheilkunde. Die Zahl der Pädiater nahm zusehends zu, was 1927 letztendlich zur Emanzipation der Pädiatrischen Sektion aus der Gesellschaft für Innere Medizin und Kinderheilkunde führte. Am 28. September 1928 hielt die Pädiatrische Sektion ihre erste Sitzung als Gesellschaft für Kinderheilkunde in Wien ab. Zum ersten Präsidenten wurde Clemens von Pirquet (1874–1929) ernannt. Nach seinem Tod fungierte Franz Hamburger (1874–1954) ab 1930 als Präsident.
Mit dem Anschluss Österreichs an das Deutsche Reich (1938) wurde die Gesellschaft für Kinderheilkunde gleich vielen anderen medizinischen Fachgesellschaften aufgelöst. Neubegründet wurde sie unter den Nationalsozialisten als Fachgruppe für ärztliche Kinderheilkunde der Wiener Medizinischen Gesellschaft. Franz Hamburger, bekennender Nationalsozialist und NSDAP-Mitglied, wurde zum Fachgruppenobmann ernannt. Bei der ersten Sitzung im Februar 1939 hielt er den Festvortrag zum Thema „Nationalsozialismus und Medizin“. Über die wissenschaftlichen Aktivitäten aus dieser Zeit sind kaum Belege vorhanden. Vielen jüdischen Ärzten war mit 30. September 1938 die Approbation entzogen werden. Ihnen blieb nichts anderes übrig, als zu emigrieren. Einige wurden in Vernichtungslager deportiert oder verübten Suizid. Von 113 Kinderärzten in Wien wurden 96 von den Nationalsozialisten als jüdisch kategorisiert. Durch den Zuzug „arischer“ Ärzte aus den anderen Bundesländern konnte der Kinderärzteknappheit jedoch teilweise entgegengewirkt werden.
Mit Ende des Zweiten Weltkrieges wurde am 24. April 1946 die Neugründung der Wiener Gesellschaft für Kinderheilkunde beschlossen und August von Reuss (1879–1954) zum ersten Leiter ernannt. Der Ruf nach einer bundesweiten Vereinigung der Kinderärzte wurde in diesen Umbruchjahren immer lauter. Daher setzten sich nach Wiederherstellung der österreichischen Souveränität (1955) einige prominente Kinderärzte für die Etablierung einer solchen ein. Die erste Initiative ging von Walter Swoboda (1915–2008) aus, der von der Wiener Universitäts-Kinderklinik kommend zum ärztlichen Leiter des Gottfried von Preyerschen Kinderspitals in Wien bestellt worden war. Unterstützt von Karl Kundratitz (1889–1975), Hans Asperger (1906–1980) und Ernst Lorenz (1901–1975) wurde 1962 die Österreichische Gesellschaft für Kinderheilkunde etabliert. Ernst Lorenz war erster Präsident (1962–1964) und Walter Swoboda sein erster Sekretär. Es wurden Gründungsstatuten festgelegt. Diese betonten als Vereinsziele die bundesweite Zusammenarbeit der österreichischen Kinderärzte, den Interessensausgleich zwischen Spitals- und Praxispädiatrie, die Organisation von Jahres- und Fortbildungstagungen zur Sicherung der Weiterbildung, die wirksame Vertretung der Belange der Kinderheilkunde im öffentlichen Gesundheitswesen sowie die Repräsentation im In- und Ausland. Im Gründungsjahr 1962 zählte die Gesellschaft 210 Mitglieder. Als Mitgliedsbeitrag wurden 50 Schilling eingehoben. Die erste Jahrestagung fand im November 1963 an der Universität Wien statt. Seit 1988 trägt die Gesellschaft den Namen Österreichische Gesellschaft für Kinder– und Jugendheilkunde.

## Organisation
Das Präsidium besteht aus:
- Präsident
- Generalsekretär
- Vizepräsident
- Referent für Berufsfragen
- Kassenführer
- Zwei Sekretäre
- Öffentlichkeitsarbeit und Standesführung
- Vorstand einer Universitätsklinik für Kinder- und Jugendheilkunde, sofern dieser nicht bereits eine Funktion im Präsidium innehat

Die einzelnen Funktionen werden jeweils per Wahl vergeben. Der Präsident der Gesellschaft und sein erster Sekretär werden von der vorletzten ihrer Funktionsperiode vorangehenden Vollversammlung für eine Funktionsperiode von drei Jahren gewählt. Es muss mindestens ein Jahr zwischen Wahl und Amtseintritt liegen.

## Präsidenten und Erste Sekretäre ab 1962
| Zeitraum  | Präsident        | Erster Sekretär                      |
| --------- | ---------------- | ------------------------------------ |
| 1962–1964 | E. Lorenz        | W. Swoboda                           |
| 1965–1966 | E. Martischnig   | W. Swoboda                           |
| 1967–1968 | H. Asperger      | E.G. Huber                           |
| 1969–1970 | W. Swoboda       | E. Zweymüller                        |
| 1971–1972 | H. Berger        | L. Hohenauer                         |
| 1973–1974 | F. Fraundorfer   | G. Weissenbacher                     |
| 1975–1976 | E. Zweymüller    | K. Kellerer                          |
| 1977–1978 | A. Rosenkranz    | E. Pilz                              |
| 1979–1980 | W. Waldmann      | O. Stöllinger                        |
| 1981–1982 | H. Berger        | H. Frisch                            |
| 1983–1984 | L. Hohenauer     | K. Widhalm                           |
| 1985–1986 | G. Weissenbacher | A. Klabuschnigg                      |
| 1987–1988 | E. Zweymüller    | H. Gadner                            |
| 1989–1990 | E. G. Huber      | T. Hovdar                            |
| 1991–1992 | R. Kurz          | W. Muntean                           |
| 1993–1994 | W. Stögmann      | F. Paky                              |
| 1995–1996 | W. Endres        | W. Sperl                             |
| 1997–1999 | H. Gadner        | H. A. Zaunschirm                     |
| 2000–2002 | I. Mutz          | G. Schweintzger                      |
| 2003–2005 | W. Müller        | R. Kerbl                             |
| 2006–2008 | W. Kaulfersch    | 2006 M. Edlinger, 2007–2008 R. Kerbl |
| 2009–2011 | K. Schmitt       | R. Schwarz                           |
| 2012–2014 | R. Kerbl         | A. Trinkl                            |
| 2015–2017 | W. Sperl         | W. Eder                              |
| 2018–2020 | D. Karall        | S. Scholl-Bürgi                      |
| 2021–2023 | D. Karall        | S. Scholl-Bürgi                      |
| 2024–2026 | D. Karall        | Ch. Lechner                          |

## 3-Jahresbericht
Alle drei Jahre veröffentlicht die Gesellschaft den „3-Jahresbericht“. Dieser resümiert die Aktivitäten der Gesellschaft während der dreijährigen Funktionsperiode des jeweiligen Präsidenten und seines ersten Sekretärs.

## Arbeitsgruppen und Referate
Innerhalb der Gesellschaft werden Arbeitsgruppen und Referate gebildet, die sich mit unterschiedlichen wissenschaftlichen Themen beschäftigen und das Spektrum der medizinischen Fachgebiete der Kinder- und Jugendheilkunde repräsentieren.
Zu den Aufgaben von Arbeitsgruppen und Referaten gehört es, die Ziele der Gesellschaft zu fördern und zu erleichtern. Dazu gehören die Bearbeitung und Vertiefung wissenschaftlicher oder berufsbildender Sachthemen sowie der fachspezifische Erfahrungsaustausch und die Bearbeitung praktischer und wissenschaftlicher Fragestellungen.

## Mitglieder
Die Österreichische Gesellschaft für Kinder- und Jugendheilkunde (ÖGKJ) hat aktuell rund 2217 Mitglieder (Stand August 2025). Diese unterteilen sich in:
Ordentliche Mitglieder sind Ärzte, die aufgrund einer schriftlichen Beitragserklärung Mitglied werden. Die Aufnahme von neuen ordentlichen Mitgliedern erfolgt durch Beschluss des Präsidiums. Das Präsidium informiert den Vorstand und die Vollversammlung über die neuen Mitglieder.
Außerordentliche Mitglieder können Personen werden, die an den Zielen des Vereins interessiert sind, wenn sie eine schriftliche Beitragserklärung abgeben.
Fördernde Mitglieder können alle physischen Personen, Personengemeinschaften und juristische Personen werden, denen die Pflege der Kinder- und Jugendheilkunde am Herzen liegt und die sich verpflichten, mindestens den zehnfachen Jahresbeitrag eines ordentlichen Mitgliedes zu bezahlen. Sie werden förderndes Mitglied durch Abgabe einer schriftlichen Beitrittserklärung mit einem Mitgliedsantrag.
Personen von hervorragender wissenschaftlicher Bedeutung und solche Personen, welche sich um die Vereinszwecke hervorragend verdient gemacht haben, können aufgrund eines Vorschlages zweier ordentlicher Mitglieder und über Antrag des Präsidiums von der Vollversammlung zu Ehrenmitgliedern gewählt werden. Sie erhalten eine Ehrenurkunde. Eine ordentliche Mitgliedschaft erlischt durch die Wahl zum Ehrenmitglied nicht. Ehrenmitglieder, auch wenn sie ordentliche Mitglieder sind, sind vom Mitgliedsbeitrag befreit.

## Jahrestagungen
Die erste Jahrestagung fand im November 1963 an der Universität Wien statt. Die Tagung dient der Fortbildung, dem Austausch und der Vernetzung und es werden Auszeichnungen und Preise für herausragende wissenschaftliche Leistungen verliehen. Anschließend findet die Vollversammlung statt.

## Preise und Förderungen
1. Clemens von Pirquet-Preis: Der Preis wird jenem ÖGKJ-Mitglied zuerkannt, dessen eigene Arbeiten (d. h. Publikationen als Erst-, Letzt- und korrespondierender Autor) aus den letzten drei Jahren in Summe die meisten Zitierungen erhalten haben.
2. Wissenschaftspreise der ÖGKJ: Jährlich werden zusätzlich zum Clemens von Pirquet-Preis drei Wissenschaftspreise von der ÖGKJ vergeben.
  - Wissenschaftspreis für die beste experimentelle Arbeit des Vorjahres
  - Wissenschaftspreis für die beste klinische Arbeit des Vorjahres
  - Wissenschaftspreis für die beste hämatologisch-onkologische Arbeit des Vorjahres (Dieser Preis wird vom Dachverband der Österreichischen Kinderkrebshilfe finanziert und durch deren Vertreter überreicht. Die Vergabe erfolgt nach eigenen Ausschreibungsrichtlinien.)
3. Theodor Escherich-Medaille: Für außerordentliche Verdienste um die Kinder- und Jugendheilkunde in Österreich verleiht die ÖGKJ bis zu einmal jährlich die Theodor Escherich-Medaille.
4. August von Reuss-Medaille: Die ÖGKJ stiftet die August von Reuss-Medaille für Verdienste auf dem Gebiete der Sozialpädiatrie im Gedenken an August Reuss (langjähriger Vorstand der Kinderklinik Glanzing und erster Sozialpädiater Österreichs). Mit der Medaille sollen hervorragende Leistungen grundsätzlich oder/und organisatorischer Art aus der Sozialpädiatrie ausgezeichnet werden. Für die Verleihung, die in der Regel alle zwei Jahre erfolgt, kommen nicht nur Ärzte, sondern auch andere verdienstvolle Persönlichkeiten in Betracht.[8]